# Línea J (Metro de Los Ángeles)
La Línea J es una línea de autobús de tránsito rápido que opera entre la estación de autobuses de El Monte y la zona de San Pedro, pasando por Union Station, el centro de Los Ángeles y Artesia Transit Center. La línea de 26 millas (41,84 km), es una de las dos líneas del sistema de Metro Liner, conectándose con Metro de Los Ángeles y el sistema de cercanías del Metrolink. Es operado por el Los Angeles County Metropolitan Transportation Authority y entró en servicio el 13 de diciembre de 2009. Cuenta con un total de 12 estaciones así como estaciones extra en diversos cruces de calles a lo largo de su ruta, desde su inauguración utiliza algunas estaciones existentes desde tiempo atrás. A lo largo de su recorrido posee tramos elevados y tramos con carriles exclusivos para la circulación de los autobuses.
Originalmente fue inaugurada como Línea Plata (Silver Line), pero en 2018 Metro aprobó cambiar el nombre de sus líneas de tren utilizando un esquema basado en letras, la línea Plata (Silver) sería ahora la línea J (aunque esta es una línea de autobús de tránsito rápido también fue aplicado el cambio de nombres a letras), el cambio de nombre se aplicó el miércoles 8 de enero de 2020.
El servicio en esta línea se realiza mediante dos distintas rutas:
- Ruta 910: Opera las 24 horas del día únicamente entre las estaciones El Monte y Harbor Gateway Transit Center.
- Ruta 950: Opera diariamente de 6 a. m. a 8 p. m. todo el recorrido de la línea, desde la estación El Monte hasta la estación Pacific Av/21st.

## Estaciones
| Parada                                             | Tipo     | Conexiones | Inauguración                                         | Ciudad      |
| -------------------------------------------------- | -------- | --- | ---------------------------------------------------- | ----------- |
| El Monte                                           | Estación | | 14 de julio de 1973                                  | El Monte    |
| Cal State LA                                       | Estación | Línea San Bernardino | 18 de febrero de 1975                                | Los Ángeles |
| LA County + USC Medical Center                     | Estación | | 18 de febrero de 1975                                | Los Ángeles |
| Union Station                                      | Estación | Downtown Long Beach - APU Citrus College Union Station - North Hollywood Union Station - Wilshire/Western Metro Rapid: 720                                  | 1 de noviembre de 2020                               | Los Ángeles |
| Aliso/Los Angeles (norte)Arcadia/Los Angeles (sur) | Parada   | | 1 de noviembre de 2020                               | Los Ángeles |
| Spring/1st                                         | Parada   | | 13 de noviembre de 2009                              | Los Ángeles |
| Civic Center/Grand Park                            | Parada   | Union Station - North Hollywood Union Station - Wilshire/Western                                                                                            | 13 de noviembre de 2009                              | Los Ángeles |
| Grand Av Arts/Bunker Hill                          | Parada   | Downtown Long Beach - APU/Citrus College Downtown Santa Mónica - Atlantic                                                                                   | 13 de noviembre de 2009                              | Los Ángeles |
| Pershing Square                                    | Parada   | Union Station - North Hollywood Union Station - Wilshire/Western Metro Rapid: 720                                                                           | 13 de noviembre de 2009                              | Los Ángeles |
| 6th/Flower (solo norte)                            | Parada   | | 13 de noviembre de 2009                              | Los Ángeles |
| 7th Street/Metro Center                            | Parada   | Downtown Long Beach - APU/Citrus College Union Station - North Hollywood Union Station - Wilshire/Western Downtown Santa Monica - Atlantic Metro Rapid: 720 | 13 de noviembre de 2009                              | Los Ángeles |
| Figueroa/Olympic (norte)Flower/Olympic (sur)       | Parada   | | 13 de noviembre de 2009                              | Los Ángeles |
| Pico                                               | Parada   | Downtown Long Beach - APU/Citrus College Downtown Santa Monica - Atlantic                                                                                   | 13 de noviembre de 2009                              | Los Ángeles |
| Grand/LATTC                                        | Parada   | Downtown Long Beach - APU/Citrus College | 13 de noviembre de 2009                              | Los Ángeles |
| LATTC/Ortho Institute                              | Parada   | Downtown Santa Monica - Atlantic | 30 de abril de 2012 (sur)23 de junio de 2013 (norte) | Los Ángeles |
| Figueroa Way/Adams (norte)Flower/Adams (sur)       | Parada   | | 26 de junio de 2011                                  | Los Ángeles |
| 37th Street/USC                                    | Estación | | 1 de agosto de 1996                                  | Los Ángeles |
| Slauson                                            | Estación | | 1 de agosto de 1996                                  | Los Ángeles |
| Manchester                                         | Estación | | 1 de agosto de 1996                                  | Los Ángeles |
| Harbor Freeway                                     | Estación | Norwalk - Redondo Beach | 1 de agosto de 1996                                  | Los Ángeles |
| Rosecrans                                          | Estación | | 1 de agosto de 1996                                  | Los Ángeles |
| Harbor Gateway Transit Center                      | Estación | | 1 de agosto de 1996                                  | Los Ángeles |
| Figueroa/Victoria (norte)Figueroa/190th (sur)      | Parada   | | 13 de diciembre de 2015                              | Carson      |
| Carson                                             | Estación | | 17 de noviembre de 2000                              | Carson      |
| Pacific Coast Highway                              | Estación | | 17 de noviembre de 2000                              | Carson      |
| Harbor Beacon Park & Ride                          | Parada   | | 13 de diciembre de 2015                              | San Pedro   |
| Beacon/1st                                         | Parada   | | 13 de diciembre de 2015                              | San Pedro   |
| Pacific/1st                                        | Parada   | | 13 de diciembre de 2015                              | San Pedro   |
| Pacific/3rd                                        | Parada   | | 13 de diciembre de 2015                              | San Pedro   |
| Pacific/7th                                        | Parada   | | 13 de diciembre de 2015                              | San Pedro   |
| Pacific/11th                                       | Parada   | | 13 de diciembre de 2015                              | San Pedro   |
| Pacific/15th                                       | Parada   | | 13 de diciembre de 2015                              | San Pedro   |
| Pacific/17th                                       | Parada   | | 13 de diciembre de 2015                              | San Pedro   |
| Pacific/19th (solo sur)                            | Parada   | | 13 de diciembre de 2015                              | San Pedro   |
| Pacific/21st                                       | Parada   | | 13 de diciembre de 2015                              | San Pedro   |